# Сражение у Ниссы
Сражение у Ниссы (анг. Battle of Niš) — сражение, состоявшееся 24 сентября 1689 года в ходе Великой Турецкой войны у сербского города Нисса (современный Ниш) между армиями Священной Римской и Османской империй. Закончилось решительной победой имперской армии, одержанной после замечательного тактического обхода турецких позиций.

## Предыстория
В 1688 году герцог Лотарингский и граф Ветерани взяли у турок Белград и Оршову, снова заняв Трансильванию. Кампания 1689 года была открыта в Сербии. Имперская армия под командованием маркграфа Людвига Баденского разбила 30 августа турок при Патачине. 
Сераскир Реджед-паша, собрав своё потрёпанное войско и получив подкрепления, занял с армией в 40 000 человек укрепления ниже Ниша. 23 сентября Людвиг Баденский с 17 000 армией приблизился к турецким позициям и узнал, что турецкая армия готовится дать сражение, но при этом её тылы ещё не до конца устроены. Фронт османской позиции прикрывали многочисленные батареи. Левый фланг упирался в реку Нисса, а правый в высоту, господствующую над округой и занятую албанскими стрелками. Эта высота в сторону фронта и фланга была очень крута, в то же время её тыльная сторона уступами превращалась в долину.
Людвиг Вильгельм оценил ситуацию и понял, что с такими силами у него нет шансов на успех, но недостаток продовольствия угрожал опасностью в случае отступления через опустошённую Сербию, поэтому он решился на сражение и планировал атаковать господствующую высоту, являвшуюся ключом всей позиции. Чтобы отвлечь турок от главного объекта атаки он приказал немедленно строить мост через реку, как бы намереваясь переправиться через неё. Всю ночь имперская армия оставалась под ружьём.

## Сражение
На рассвете 24 сентября Людвиг Вильгельм построил свои войска в две линии и двинулся влево; обоз двигался в третьей линии. Боевой порядок армии был таков, что между двумя пехотными батальонами шли 4 эскадрона и орудия.
После обхода головами колонн возвышенности имперцы увидели долину, которая, по показаниям пленных, выводила в тыл турецкого лагеря. Посланный на разведку с 300 всадниками граф Марсильи подтвердил это. Тогда Людвиг Вильгельм изменил план атаки, отменив атаку на высоту и приказав в том же боевом порядке обойти её по долине и напасть на укрепления турок с тыла. Албанцы, занимавшие высоту, открыли огонь по проходившим мимо имперским войскам. Тем не менее войска повернули в незанятую долину. Медленное движение обоза и опасение расстроить колонны сильно замедляли наступление.
Сераскир Реджед-паша, заметив движение имперцев, приказал боснийскому паше с 3000 сабель кавалерии атаковать хвост колонн. Генерал Ветерани отбил атаку противника. Только после этого, опасаясь за свой тыл, сераскир приказал начать строить окопы в тылу, и турки, занятые этим, больше не тревожили колонны австрийцев. В 17 часов головы имперских колонн после трудного перехода стали выходить из долины на равнину и появились в тылу неприятельской позиции.
Людвиг Вильгельм, не желая дать времени противнику опомниться, решил немедленно ударить по нему. Он хотел укрепить левое крыло войсками из центра второй линии, растянув его до Ниссы, а правым крылом, охватив высоту, одновременно атаковать со всех сторон. Но сераскир Реджед-паша не допустил этого, атаковав с большей частью своей конницы выстроившуюся пехоту левого фланга, которая заколебалась. Гвидо фон Штаремберга, командовавший двумя драгунскими полками, несколько восстановил порядок. Людвиг Вильгельм подоспел на помощь со свежими войсками и большим числом орудий и смог оттеснить турецкую конницу к городу Ниш.
В то же самое время генерал Гейстер с 6-ю батальонами атаковал и овладел высотами, лежащими впереди центра позиции. После этого, оставив там часть войск, он примкнул к левому флангу армии.
Правое крыло армии в это время только входило в долину мимо высоты. Видя, что албанцы прекратили огонь, фельдмаршал-лейтенант граф де Круа, полагая, что сераскир оттянул свои главные силы к угрожаемому тылу, быстрой атакой взял высоту, отбросив противника в его лагерь. Герцог, построив всю свою пехоту у подножия высоты, сумел поднять наверх несколько орудий, которые открыли огонь по лагерю противника.
Между тем турецкая конница в третий раз атаковала левое крыло имперской армии, но сама была контратакована во фланг гусарами и опрокинута. Бежавшие сипахи были остановлены ружейными залпами янычар, стоявшими позади них. В отчаянии сипахи двинулись на гусар и опрокинули их, а затем атаковали с фронта и с фланга левое крыло имперской армии. Здесь они были остановлены пехотой Штаремберга и гайдуками Пальфи, а подоспевшая конница Капрары довершила их поражение. Бегущие сипахи опрокинули янычар, после чего паника передалась всему турецкому войску.
Когда герцог Круа заметил, что огонь на левом фланге стал ослабевать, он общим ударом правого крыла и центра ещё больше расстроил ряды турок, стеснённых между Ниссой, окопами и имперской армией. Усилия сераскира восстановить порядок оказались тщетными. Людвиг Вильгельм, направив со всех сторон свою конницу на противника, довершил поражение. Турки, преследуемые двумя драгунскими полками, бросились в реку, но и там были настигнуты увлечёнными победителями. Ночь прекратила сражение, и Ниш был взят имперцами без сопротивления.

## Результаты
В сражении погибло или утонуло около 10 000 турок, остальные бежали. Потери имперцев, по их данным, составили всего 400 человек. Кроме того, им достался вражеский лагерь, четырёхмесячный запас продовольствия, 40 пушек, много знамён, оружия, амуниции, большое количество лошадей и верблюдов. В Нише также захватили большое количество продовольствия, в котором нуждались больше всего.
Следствием победы у Ниссы было оставление турками Виттиславии и Оршовы, захват австрийцами Сербии и части Албании и контроль над верхней Венгрией и Трансильванией. Для удержания за собой Сербии и Албании маркраф Людвиг Баденский оставил фельдмаршал-лейтенанта Пикколомини с частью войска, а сам направился к Видину и 14 октября овладел им штурмом.